# Спектрозональная съёмка
Спектрозональная съёмка — вид фотосъёмки, в процессе которой происходит одновременное получение фотографических изображений объекта в различных участках (зонах) спектра электромагнитных волн.

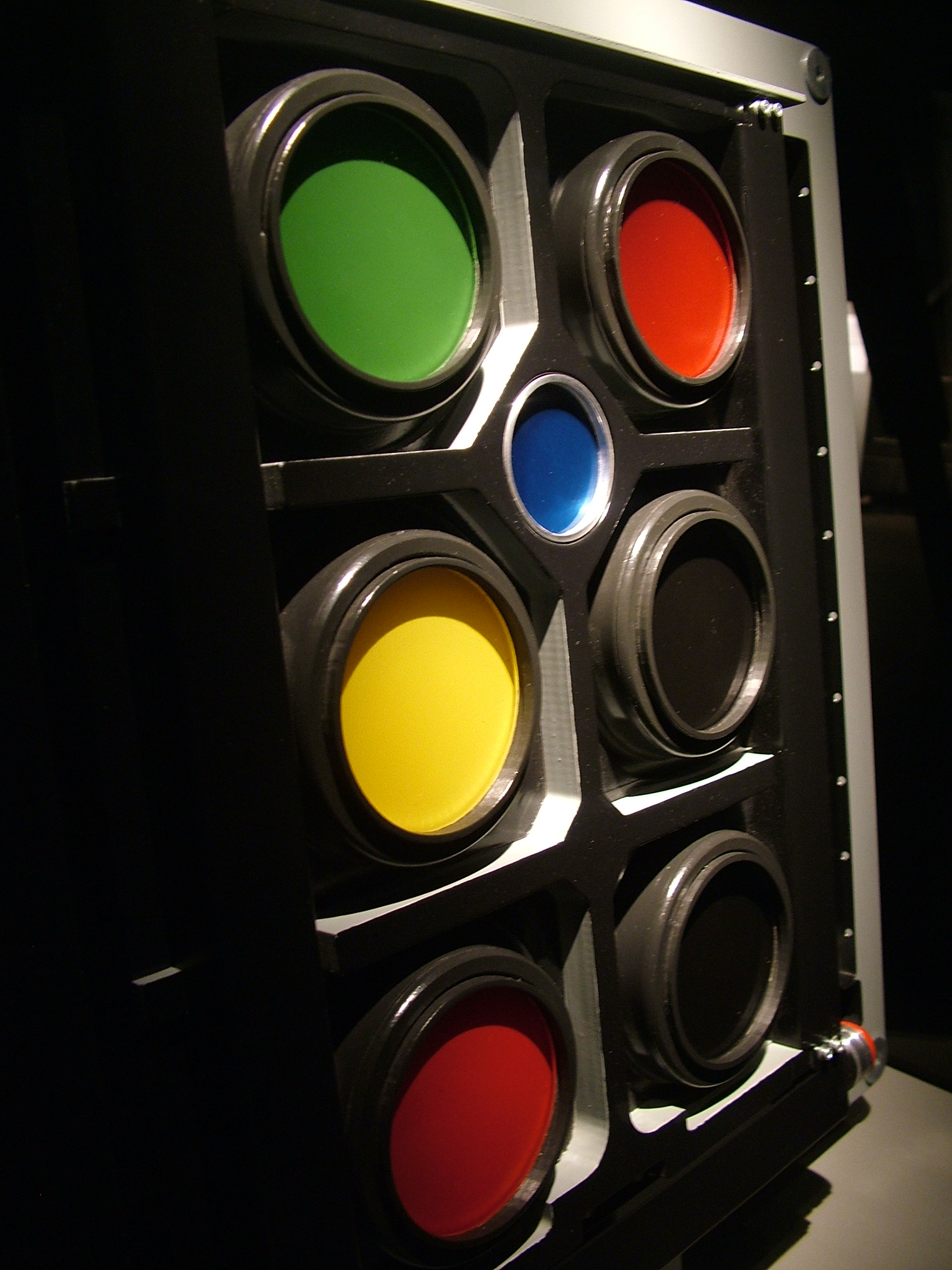
Камера для спектрозональной съёмки МКФ-6. Каждый из объективов предназначен для съёмки в своём спектральном диапазоне

Спектрозональные фотоматериалы — светочувствительные материалы, светочувствительные слои которых имеют определённую спектральную чувствительность в сравнительно узком диапазоне длин волн электромагнитного излучения и предназначенные для спектрозональной съёмки.
Полученные на таких материалах негативы называют зональными или цветоделёнными.

## Цели и задачи
Выбор зон спектра определяется:
- конкретной задачей, которую ставит исследователь, применяющий спектрозональную съёмку.
- спектральными свойствами исследуемых объектов и их компонентов.

В одних случаях осуществляют съёмку в видимом и невидимых (ИК, УФ) частях спектра.
В других выбирают узкие спектральные полосы видимого диапазона.

### Научно-исследовательские
- Спектрозональная съёмка производится для получения изображений деталей объекта, неразличимых в видимом свете.
- Выбор зон спектра при фотографировании реставрируемых художественных полотен позволяет в наиболее полезной для дальнейшей работы форме получить информацию о местах и видах прошлой подкраски.
- Спектрозональная фотосъёмка с космической орбиты.

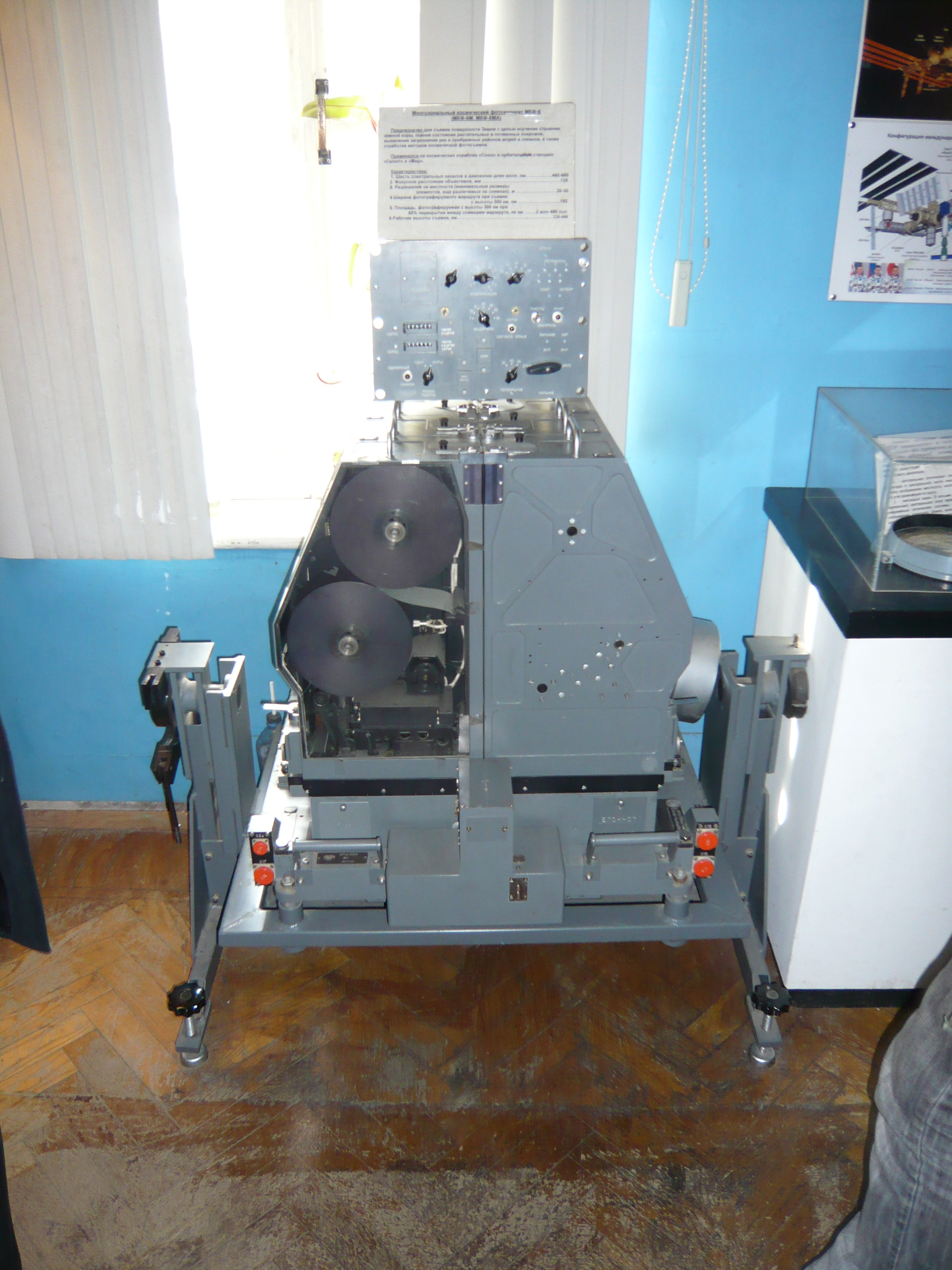
Многозональный космический фотоаппарат МКФ-6